# Wijken en buurten in Heerhugowaard
De Nederlandse gemeente Heerhugowaard is voor statistische doeleinden onderverdeeld in wijken en buurten. De gemeente is verdeeld in de volgende statistische wijken:
- Wijk 01 Schrijverswijk (CBS-wijkcode:039801)
- Wijk 02 Schilderswijk (CBS-wijkcode:039802)
- Wijk 04 Planetenwijk (CBS-wijkcode:039804)
- Wijk 06 Bomen- en Recreatiewijk (CBS-wijkcode:039806)
- Wijk 07 Centrumwaard (CBS-wijkcode:039807)
- Wijk 08 Edelstenenwijk (CBS-wijkcode:039808)
- Wijk 09 Centrum en Stationsplein (CBS-wijkcode:039809)
- Wijk 10 Molenwijk (CBS-wijkcode:039810)
- Wijk 11 Rivierenwijk (CBS-wijkcode:039811)
- Wijk 12 Industrieterrein (CBS-wijkcode:039812)
- Wijk 13 Butterhuizen (CBS-wijkcode:039813)
- Wijk 14 Oostertocht (CBS-wijkcode:039814)
- Wijk 15 Zuidwijk (CBS-wijkcode:039815)
- Wijk16 Huygenhoek (CBS-wijkcode:039816)
- Wijk 17 Stad van de Zon (CBS-wijkcode:039817)
- Wijk 20 De Noord (CBS-wijkcode:039820)
- Wijk 30 Buitengebied Noord (CBS-wijkcode:039830)
- Wijk 40 't Kruis (CBS-wijkcode:039840)
- Wijk 50 Buitengebied Zuid (CBS-wijkcode:039850)

Een statistische wijk kan bestaan uit meerdere buurten. Onderstaande tabel geeft de buurtindeling met kentallen volgens het Centraal Bureau voor de Statistiek (2008):
| CBS-buurtcode | Buurtnaam                                               | Inwonertal | Opp. totaal (ha) | Opp. land (ha) | Ligging                |
| ------------- | ------------------------------------------------------- | ---------- | ---------------- | -------------- | ---------------------- |
| BU03980100    | Schrijverswijk                                          | 2780       | 58               | 58             | Locatie in de gemeente |
| BU03980221    | Schildersbuurt 1                                        | 1640       | 25               | 25             | Locatie in de gemeente |
| BU03980222    | Schildersbuurt 2                                        | 2780       | 54               | 52             | Locatie in de gemeente |
| BU03980400    | Planetenwijk                                            | 1630       | 26               | 26             | Locatie in de gemeente |
| BU03980661    | Bomenbuurt                                              | 2940       | 50               | 50             | Locatie in de gemeente |
| BU03980662    | Bomen- en Recreatiebuurt                                | 1810       | 73               | 69             | Locatie in de gemeente |
| BU03980771    | Centrumwaard                                            | 1190       | 28               | 28             | Locatie in de gemeente |
| BU03980772    | Heemradenbuurt                                          | 1430       | 33               | 32             | Locatie in de gemeente |
| BU03980800    | Edelstenenwijk                                          | 3730       | 57               | 56             | Locatie in de gemeente |
| BU03980991    | Centrum                                                 | 760        | 33               | 31             | Locatie in de gemeente |
| BU03980992    | Stationsplein                                           | 30         | 11               | 11             | Locatie in de gemeente |
| BU03981000    | Molenwijk                                               | 2940       | 52               | 51             | Locatie in de gemeente |
| BU03981100    | Rivierenwijk                                            | 3490       | 43               | 41             | Locatie in de gemeente |
| BU03981200    | Industrieterrein                                        | 510        | 229              | 225            | Locatie in de gemeente |
| BU03981300    | Butterhuizen                                            | 3360       | 56               | 52             | Locatie in de gemeente |
| BU03981400    | Oostertocht                                             | 4500       | 71               | 68             | Locatie in de gemeente |
| BU03981500    | Zuidwijk                                                | 3910       | 73               | 68             | Locatie in de gemeente |
| BU03981600    | Huygenhoek                                              | 4230       | 78               | 73             | Locatie in de gemeente |
| BU03981700    | Stad van de Zon                                         | 2130       | 71               | 70             | Locatie in de gemeente |
| BU03982000    | De Noord                                                | 1210       | 70               | 70             | Locatie in de gemeente |
| BU03983000    | Buitengebied ten noorden van de spoorlijn Alkmaar-Hoorn | 1410       | 1634             | 1610           | Locatie in de gemeente |
| BU03984000    | 't Kruis                                                | 490        | 26               | 26             | Locatie in de gemeente |
| BU03985000    | Buitengebied ten zuiden van de spoorlijn Alkmaar-Hoorn  | 1480       | 1147             | 1123           | Locatie in de gemeente |